# Hypertropha chlaenota
Hypertropha chlaenota là một loài bướm đêm thuộc họ Oecophoridae. Nó được tìm thấy ở Úc.
Sải cánh dài khoảng 20 mm 
Ấu trùng ăn các loài Angophora and Eucalyptus.

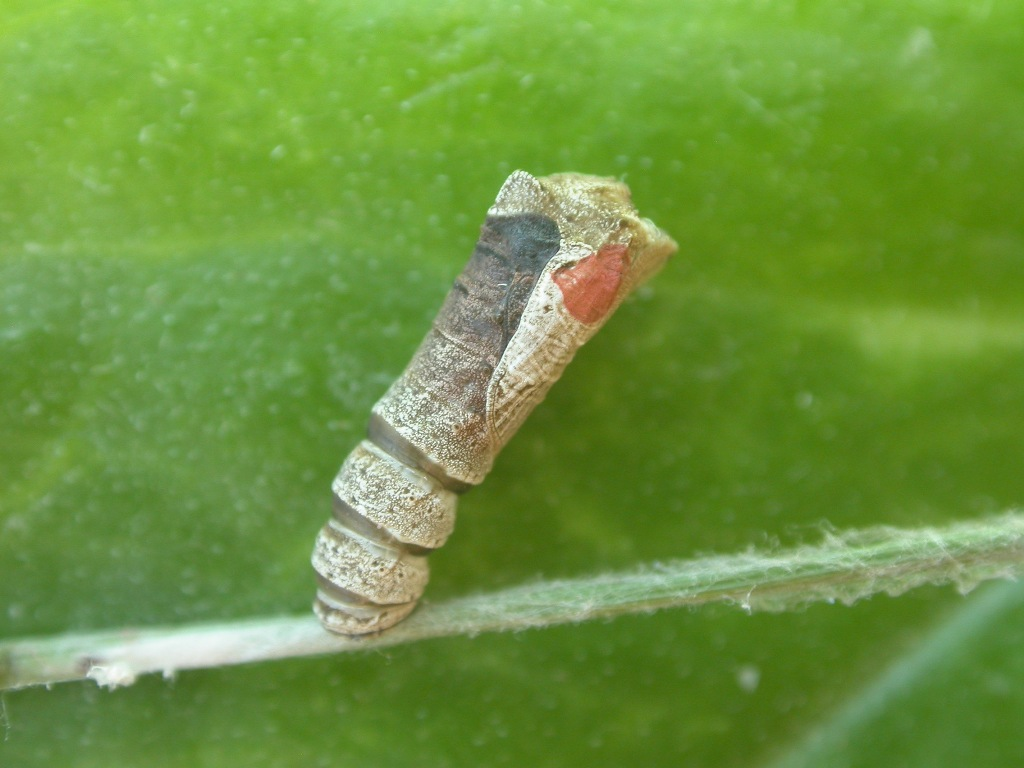
Puppa

## Hình ảnh

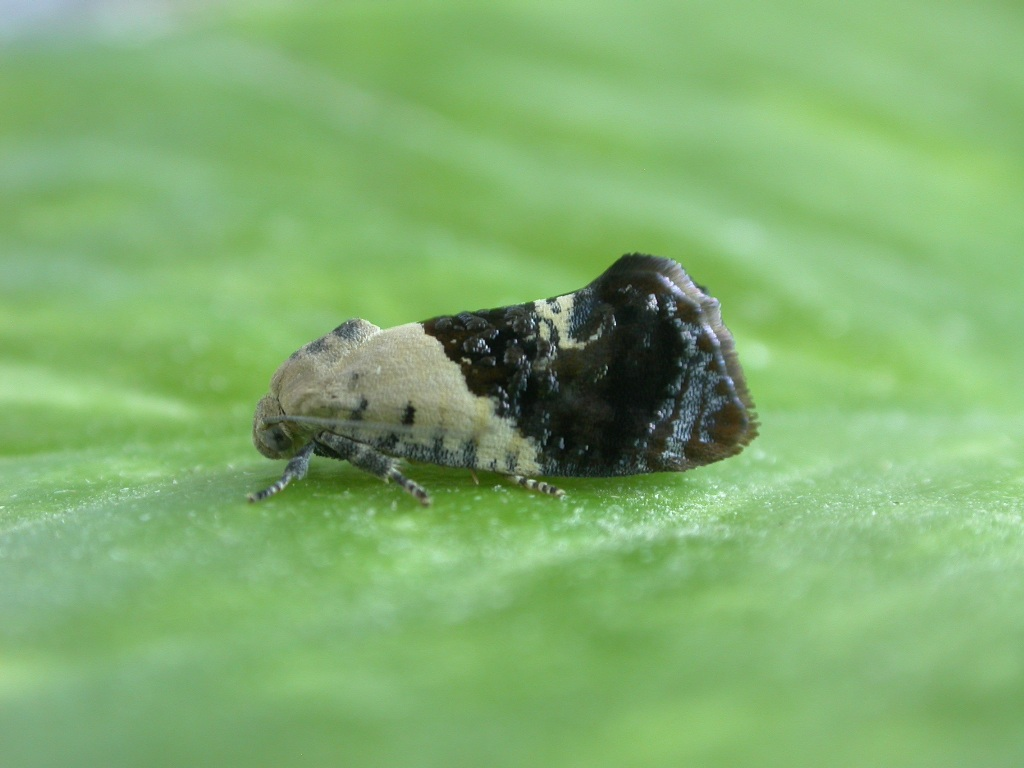